# Allium fethiyense
Allium fethiyense är en amaryllisväxtart som beskrevs av Neriman Özhatay och Brian Frederick Mathew. Allium fethiyense ingår i släktet lökar, och familjen amaryllisväxter. Inga underarter finns listade i Catalogue of Life.